# Deutscher Fernsehpreis 2025
Die Verleihung des Deutschen Fernsehpreises 2025 soll am 10. September 2025 im Coloneum in Köln stattfinden, außerdem soll die Gala zur Hauptsendezeit im Fernsehen ausgestrahlt werden. Am Vorabend sollen in der sogenannten „Nacht der Kreativen“ die Preisträger in den Gewerken in der Flora ausgezeichnet werden. Federführend für die Ausrichtung ist turnusgemäß MagentaTV. Die Gestaltung der Show und die Ausstrahlung verantwortet das ZDF.
Über Nominierte und Preisträger entscheidet eine Jury unter dem Vorsitz des Produzenten Wolf Bauer.
Qualifiziert für den Preis sind alle Fernsehproduktionen deutschen Ursprungs oder mit maßgeblicher kreativer und wirtschaftlicher Mitwirkung deutscher Auftraggeber, die zwischen dem 1. Juli 2024 und dem 30. Juni 2025 veröffentlicht wurden.

## Jury

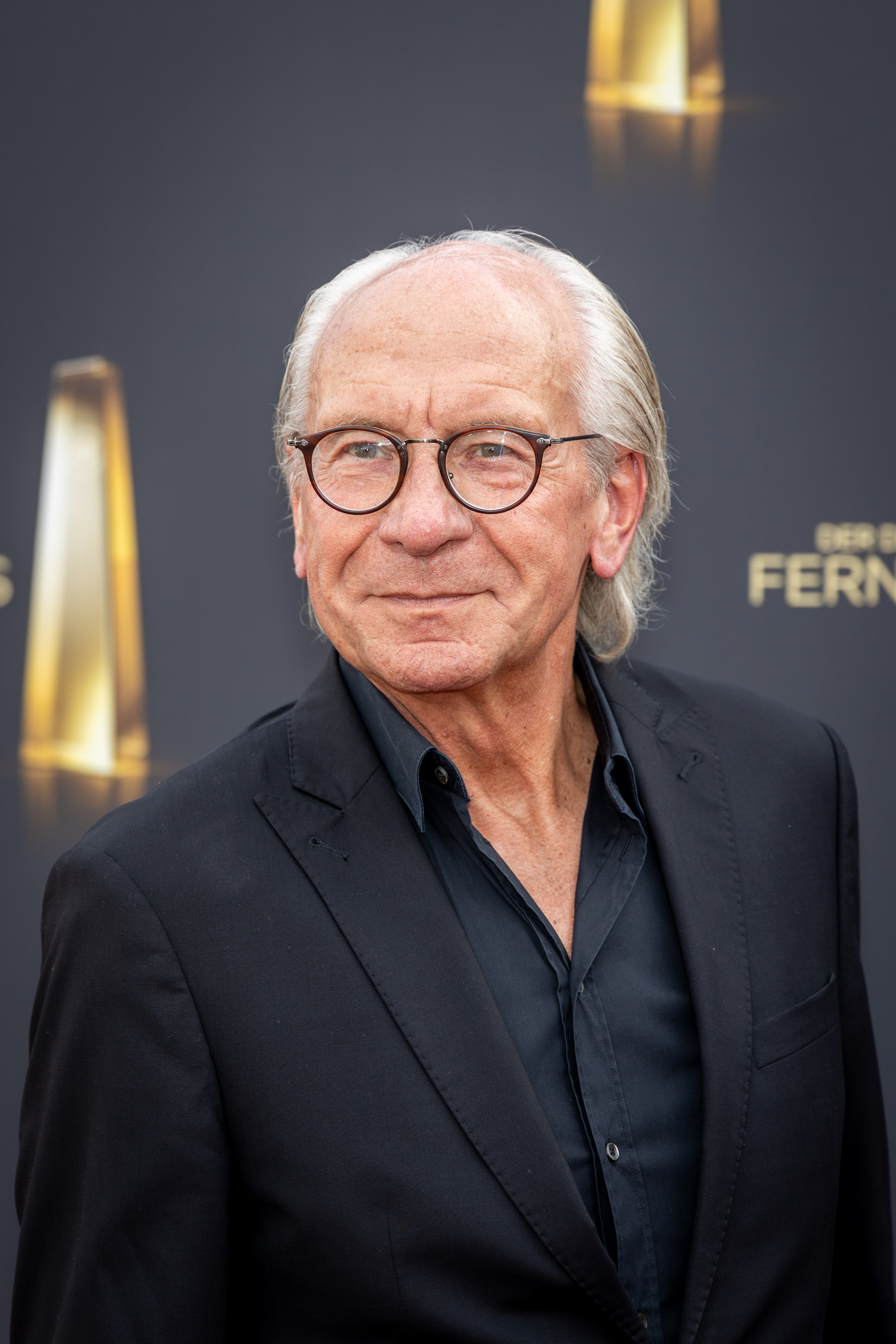
Der Juryvorsitzende der Verleihung 2025: Wolf Bauer

Über Nominierte und Preisträger entscheidet eine Jury. Die Sendervertreter arbeiten mit in der Jury, stimmen jedoch bei der finalen Preisentscheidung nicht mit.
Die Jury für den Deutschen Fernsehpreis 2025 bilden
- Wolf Bauer als Vorsitzender

sowie
- Iris Bettray (Produzentin, Geschäftsführerin Sagamedia)
- Siham El-Maimouni (Journalistin)
- Hanna Huge (Geschäftsführerin Serienjunkies.de)
- Laura Karasek (Moderatorin, Schriftstellerin, Anwältin)
- Alexander Krei (DWDL.de-Medienjournalist)
- Stephan Lamby (Journalist, Produzent)
- Valerie Niehaus (Schauspielerin)
- Michael Souvignier (Produzent, Geschäftsführer Zeitsprung Pictures)
- Collien Ulmen-Fernandes (Moderatorin, Schauspielerin)
- David Ungureit (Autor)

und
- Udo Grätz (Sendervertreter WDR, stellvertretender Chefredakteur)
- Daniel Guhl (Sendervertreter Deutsche Telekom, Lead MagentaTV+)
- Florian Hellenkamp (Sendervertreter RTL, Bereichsleiter strategische Programmplanung)
- Bernhard Sonnleitner (Sendervertreter Sat.1, stellvertretender Geschäftsführer International Scouting & Trends)
- Milena Seyberth (Sendervertreterin ZDF, Channelmanagerin ZDF-Mediathek/ZDFneo)

## Weitere Preisträger
Die folgenden Preise sind von den Stiftern des Deutschen Fernsehpreises gesetzte Preise und werden ohne vorherige Nominierung verliehen. Zu den Stiftern gehören Norbert Himmler, Intendant des ZDF, Inga Leschek, Programmgeschäftsführerin von RTL Deutschland, Henrik Pabst, Geschäftsführer der Seven.One Entertainment Group sowie Arnim Butzen, stellvertretender TV/Entertainment-Chef der Telekom Deutschland. Neu hinzugekommen ist Katrin Vernau, Intendantin des WDR.

### Ehrenpreis der Stifter
Mit dem Ehrenpreis der Stifter ehren die Stifter des Deutschen Fernsehpreises eine Person für ihre Verdienste in Film und Fernsehen.

### Förder-/Nachwuchspreis
Der Förderpreis für den Nachwuchs ist mit 15.000 Euro dotiert.